# Centro de Biodiversidad Agraria Zahoz de Salamanca
El Centro de Biodiversidad Agraria Zahoz de Salamanca también autodenominado como Los Guardianes de Semillas del Centro de Biodiversidad Agraria Zahoz de Salamanca, es una iniciativa privada de un grupo de ecologista amantes de la agricultura tradicional, que han conseguido devolver la vida a semillas hortícolas tradicionales, y árboles frutales, propios de las Sierra de Béjar y Sierra de Francia (Salamanca) que estaban a punto de desaparecer por completo, debido a la cada vez mayor dependencia de un determinado escaso número de variedades hortícolas disponibles en la industrializada agricultura actual. 
Actualmente los Guardianes de Semillas reúne varias colecciones de variedades cultivares de manzano (Malus domestica) y perales, así como de otras variedades frutales, y numerosas semillas hortícolas.

## Localización
El "Centro Zahoz" se encuentra situado en el municipio de Cepeda, en pleno corazón de la Sierra de Francia en la provincia de Salamanca.

## Historia
Antes de 2007 se inició la recuperación de estos productos, primero se analizaron todos los componentes medioambientales y socioeconómicos de la comarca y se buscaron antecedentes en conservación de variedades tradicionales en el "Centro de Recursos Fitogenéticos del INIA". con la perspectiva de crear un banco de germoplasma de variedades hortícolas y frutícolas tradicionales de Castilla y León, para proporcionar una información práctica a los agricultores y de efectuar diversas experiencias y ensayos agrícolas.
En cuanto a la agrobiodiversidad, se recuperaron sobre todo muchas variedades de judías y otras leguminosas, siendo también alto el número de calabazas. De lo más importante fue también el número de variedades tradicionales de frutales, por ser el cultivo mayoritario de la comarca.
Comenzó su andadura en el año 2007 como centro de conservación, investigación y difusión de la Agrobiodiversidad y la Etnobotánica de las Sierras de Béjar y Francia. La finca cuenta con una sede en las antiguas escuelas, que han sido rehabilitadas por la "Asociación Salmantina de Agricultura de Montaña", ASAM, gracias a una ayuda de los fondos "LEADER +" y que alberga el Refugio de Variedades Tradicionales, con unos 500 botes y sobres de semillas de diferentes variedades, el laboratorio de trabajo y las instalaciones para realizar formación.

## Colecciones hortícolas y frutales
La finca en la que trabajan está compuesta de:
- Zona agrícola para la conservación, multiplicación y caracterización de las variedades tradicionales, tanto de frutales como de hortícolas.
- Zona de interpretación etnobotánica para la representación de la biodiversidad de la sierra donde se darán a conocer sus aprovechamientos y manejos tradicionales.
- Jardín xerófilo con plantas autóctonas para demostrar que es posible otro concepto en la jardinería.
- Zona de producción de plantas hortícolas, forestales y de jardinería, que servirá para dar una fuente de ingresos directa al centro.[1][3][6]

## Objetivo de la colección
Su principal objetivo es contribuir a la conservación ex situ de variedades de hortícolas y frutícolas procedentes del rastreo en la Comunidad de Castilla y León, para evitar su extinción, así como la erosión genética de los árboles frutales.